# Ga Dunjeon
Ga Dunjeon (tiếng Hàn: 둔전역; Hanja: 屯田驛) là ga của Everline ở Dunjeon-ri, Pogok-eup, Cheoin-gu, Yongin-si, Hàn Quốc.

## Bố trí ga
| Bopyeong ↑         |
| \| N/B             |
| ↓ Jeondae–Everland |

| Hướng Bắc | ●Tuyến EverLine | ← Hướng đi Giheung            |
| Hướng Nam | ●Tuyến EverLine | → Hướng đi Jeondae–Everland → |